# Matjaž Kek
Matjaž Kek (Maribor, 1961. szeptember 9. –) szlovén labdarúgóedző, korábbi egyszeres válogatott labdarúgó. A Szlovén válogatott szövetségi kapitánya.

## Pályafutása

### A válogatottban
1992-ben 1 alkalommal szerepelt a szlovén válogatottban.

### Edzőként
2007 és 2011 között a szlovén válogatott szövetségi kapitányi feladatát látta el. Irányításával kijutottak a 2010-es világbajnokságra.

## Sikerei, díjai

### Játékosként
MK Maribor
- Szlovén bajnok (3): 1996–97, 1997–98, 1998–99
- Szlovén kupa (1): 1996–97, 1998–99

### Edzőként
MK Maribor
- Szlovén bajnok (2): 2001–02, 2002–03
- Szlovén kupa (1): 2003–04

HNK Rijeka
- Horvát bajnok (1): 2016–17
- Horvát kupa (2): 2013–14, 2016–17
- Horvát szuperkupa (1): 2014

## Edzői statisztika
2020. szeptember 6-án lett frissítve.
| Szlovénia  | SVN      | 2007. január 3.    | 2011. október 24. | 49  | 20  | 9  | 20 | 40.82 |
| el-Áttihád | KSA      | 2011. december 20. | 2012. február 8.  | 11  | 3   | 2  | 6  | 27.27 |
| Rijeka     | CRO      | 2013. február 23.  | 2018. október 8.  | 275 | 164 | 66 | 45 | 59.64 |
| Szlovénia  | SVN      | 2018. november 27. | jelenlegi         | 12  | 5   | 3  | 4  | 41.67 |
| összesen   | összesen | összesen           | összesen          | 347 | 192 | 80 | 75 | 55.33 |